# Reunión de cabales

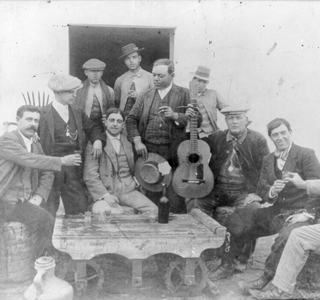
Reunión flamenca con el cantaor Niño de Medina en el centro y el guitarrista Pepe Mesa.

En el ámbito del arte flamenco, se conoce históricamente como reunión de cabales o fiesta de cabales a un evento musical privado y más bien íntimo entre personas aficionadas y entendidas en el flamenco. 
Se suelen denominar aficionados cabales, a aquellos a los que públicamente se les reconoce un alto grado de conocimiento del flamenco, que saben escuchar y apreciar el cante, aparte de una determinada estética y comportamiento.
Por derivación del lugar en el que tenían lugar estas fiestas de cabales también se denomina a estas reuniones cuarto de cabales. Podía tratarse de emplazamientos variados, el domicilio de un particular, como reunión de allegados, un patio de vecinos o un reservado de una taberna o más recientemente la sede de una peña o institución flamenca, pero siempre con la finalidad de disfrutar del flamenco. Con el paso del tiempo esta labor se ha traspasado en alguna medida a las peñas flamencas.
Se podría hablar así tradicionalmente por un lado de un denominado flamenco de espectáculo, que no es otro que aquel que surge una vez que el arte se convierte en fuerza de trabajo por su profesionalización y por otro lado un flamenco de fiesta, con un marcado valor de uso, en el que también se podría distinguir entre las denominadas "fiestas pagadas", con separación clara entre artistas y espectadores y “fiestas espontaneas,” más ligadas al origen del flamenco.